# Bradley (Virgínia de l'Oest)
Bradley és una concentració de població designada pel cens dels Estats Units a l'estat de Virgínia de l'Oest. Segons el cens del 2000 tenia 2.371 habitants.

## Demografia
Segons el cens del 2000, Bradley tenia 2.371 habitants, 873 habitatges, i 613 famílies. La densitat de població era de 162,9 habitants per km².
Dels 873 habitatges en un 31,6% hi vivien nens de menys de 18 anys, en un 57,5% hi vivien parelles casades, en un 9,6% dones solteres, i en un 29,7% no eren unitats familiars. En el 25,8% dels habitatges hi vivien persones soles el 10,9% de les quals corresponia a persones de 65 anys o més que vivien soles. El nombre mitjà de persones vivint en cada habitatge era de 2,42 i el nombre mitjà de persones que vivien en cada família era de 2,9.
Per edats la població es repartia de la següent manera: un 21,4% tenia menys de 18 anys, un 16,1% entre 18 i 24, un 29,8% entre 25 i 44, un 22,2% de 45 a 60 i un 10,5% 65 anys o més.
L'edat mediana era de 33 anys. Per cada 100 dones de 18 o més anys hi havia 93,5 homes.
La renda mediana per habitatge era de 28.844 $ i la renda mediana per família de 32.330 $. Els homes tenien una renda mediana de 30.427 $ mentre que les dones 16.176 $. La renda per capita de la població era de 13.910 $. Entorn del 16,9% de les famílies i el 18,3% de la població estaven per davall del llindar de pobresa.

## Poblacions més properes
El següent diagrama mostra les poblacions més properes.